# قلقز
قلقز ("Qelqeza") کوهی است که در ارتفاعات دانگلی در جنوب کشور آلبانی واقع شده‌است. بخشی از تنها رشته کوهی که به سه شاخه تقسیم می‌شود و قلقز بلندترین قله آن با ارتفاع ۱٬۶۶۲ متر (۵٬۴۵۳ فوت) است که اولین برجستگی را شامل می‌شود که دامنه آن از گذرگاه میچان شروع می‌شود، از طریق گذرگاه قلقز ادامه می‌یابد و با عبور از گردنه دللنج، در نهایت به قله مالی پیسکالیت ۱٬۴۳۷ متر (۴٬۷۱۵ فوت) می‌رسد و در امتداد دامنه آن به تدریج به سمت بالادست رودخانه لنگاریس در جنوب شرقی پایین می‌آید. در طول مسیر خود به کوه‌های پوستنان۱٬۵۵۲ متر (۵٬۰۹۲ فوت) و ملسین ۱٬۴۴۱ متر (۴٬۷۲۸ فوت) متصل می‌شود.

## زمین‌شناسی
محدوده کوهستان یک نقش برجسته با ظاهری ناهموار و مواج را تشکیل می‌دهد که دارای شیب نامتقارن است. اساساً از جنس فلیش بوده و لایه‌های کوهپایه از سنگ آهک پالئوژن تشکیل می‌شود. ساختارهای زمین‌شناسی آن توسط جداشدگی‌های تکتونیکی عرضی و طولی شکسته شده‌اند، که در مناطق شیب‌دار برجسته‌تر هستند، و برخی از بخش‌ها دارای دره‌های عرضی هستند.

## تنوع زیستی
پوشش گیاهی کمی که در بخشهای پایین شیب غربی یافت می‌شود عمدتاً از درختان و بوته‌های خزان دار تشکیل شده‌است. پوشش درخت‌های بلوط پیوسته نیستند و برخی مناطق اطراف کاملاً فاقد آن هستند. در عوض، در کمربند گیاهی موجود انتقال مستقیم از بوته‌ها به مخروط‌های مدیترانه‌ای وجود دارد که جنگل‌های متعددی را تشکیل می‌دهند که مهم‌ترین آن صنوبر پارک ملی هوتوو دانگلی است.

## تاریخ
قلقز محدوده تاریخی شمال شرقی منطقه جغرافیایی اپیروس و همچنین حد جنوب شرقی ایلیریا را مشخص می‌کند.